# 413man
413man（じいちゃんまん）は、関ジャニ∞の3rdアルバム・PUZZLEに収録されている横山裕のソロ曲。
亡くなった祖父のことを思った曲で歌詞の中には祖父に対する感謝の気持ちや幼く何も知らなかった自分の気持ちが書かれている。また、メンバーに対する横山本人の愛も書かれている。
祖母が亡くなった際に祖父のことを思い出してほしいと言う気持ちで作ったということも語っている。
『COUNTDOWN LIVE 2009-2010 in 京セラドーム大阪』ではメンバー全員でセッションしている様子が収録されている。